# دیواره شکم

آناتومی دیواره شکم بدن انسان

دیواره شکم (به انگلیسی: Abdominal wall)، در کالبدشناسی، اصطلاحی است که نشان دهنده مرزهای حفره شکمی است. دیواره شکم به خلفی (پشتی)، جانبی یا جانبی (طرفین) و قدامی تقسیم می‌شود.
در شکم، مجموعه‌ای مشترک از لایه‌ها وجود دارد که تمام دیواره‌ها را پوشانده و تشکیل می‌دهد؛ عمیق‌ترین آن‌ها شکم‌شامه است که بسیاری از اندام‌های شکمی (از جمله بیشتر روده‌های بزرگ و کوچک) را می‌پوشاند.